# Отряд Трубачёва сражается
«Отряд Трубачёва сражается» — художественный фильм режиссёра Ильи Фрэза, снятый в 1957 году на киностудии имени М. Горького по 2-й книге романа Валентины Осеевой «Васёк Трубачёв и его товарищи».

## Сюжет
Продолжение фильма «Васёк Трубачёв и его товарищи», снятого двумя годами ранее, в котором описываются приключения, выпавшие на долю пионеров, оказавшихся во время Великой Отечественной войны на оккупированной немцами территории и начавших борьбу с врагами.

## В ролях
- Олег Вишнев — Васёк Трубачёв
- Вова Семенович — Саша Булгаков
- Саша Чудаков — Коля Одинцов
- Слава Девкин — Коля Мазин
- Жора Александров — Петька Русаков
- Валерий Сафарбеков — Сева Малютин
- Наташа Рычагова — Нюра Синицына
- Оля Троицкая — Лида Зорина
- Саша Вдовин — Генка Наливайко
- Петро Дупак — Игнат Тарасюк
- Иван Свищ — Федька Гузь
- Юрий Боголюбов — Сергей Николаевич, учитель
- Леонид Харитонов — вожатый Митя Бурцев
- Сергей Блинников — Степан Ильич
- Анатолий Кубацкий — дед Михайло
- Николай Яковченко — Иван Матвеич, пасечник
- Елена Максимова — баба Ивга
- Николай Панасьев — полицай Петро
- Екатерина Литвиненко — Оксана, сестра учителя
- Владимир Емельянов — Мирон Дмитриевич, директор МТС
- Иван Рыжов — Яков Пряник, партизан